# Miles Sparrowjet
El Miles M.77 Sparrowjet fue un avión de carreras a reacción, bimotor, construido por el fabricante de aviones británico F.G. Miles Limited. Se trataba de una conversión única, que implicó la instalación de motores turborreactores Turbomeca Palas en el prototipo del Miles Sparrowhawk, lo que permitió al avión alcanzar unas prestaciones superiores a las que se podrían lograr con su disposición convencional de motor de pistón.
El Sparrowhawk había sido un avión de carreras desarrollado y producido en pequeñas cantidades por Miles Aircraft durante la década de 1930. A finales de la década de 1950, el propietario de uno de esos aviones, Fred Dunkerley, solicitó a Miles que considerara la posibilidad de convertir el modelo para que utilizara propulsión a chorro para lograr un mayor rendimiento. Durante diciembre de 1959, la empresa recibió el avión para realizar el extenso programa de modificaciones; además de la instalación de turborreactores Palas franceses, se eliminó el motor de pistón original mientras que el fuselaje delantero fue reemplazado por completo y reconstruido, con la cabina en una posición más adelantada. La conversión tardó casi tres años en realizarse.
El 14 de diciembre de 1953, el Sparrowjet completado realizó su vuelo inaugural. Si bien el avión demostró ser capaz de alcanzar velocidades superiores a 200 mph, se observó que aceleraba algo lentamente. Su propietario rápidamente lo utilizó como un avión de carreras único para la época, un factor que probablemente ayudó al Sparrowjet en múltiples victorias, incluida la SBAC Challenge Cup el 21 de mayo de 1956 y la Carrera de la Copa del King el 13 de julio de 1957, esta última en la que se informó que la aeronave había alcanzado una velocidad máxima de 228 mph (367 km/h). Sin embargo, el Sparrowjet sufrió graves daños en un incendio de hangar mientras estaba almacenado en RAF Upton durante julio de 1964, poniendo fin a su carrera deportiva.

## Diseño y desarrollo
Durante la década de 1930, la compañía de aviación británica Miles Aircraft produjo media docena de Miles Sparrowhawk, un avión de carreras propulsado por pistones de relativo éxito. El prototipo, G-ADNL, demostró ser un avión relativamente rápido entre sus contemporáneos, siendo pilotado frecuentemente por múltiples propietarios a finales de los años 30 y en los 40, emergiendo a menudo como vencedor. A finales de la década de 1940, fue adquirido por el entusiasta de las carreras Fred Dunkerley, que decidió contactar con Miles y sugerirle convertir el avión para aprovechar el método de la propulsión a chorro, descubierto hacía relativamente poco, como medio para aumentar sus prestaciones.
Rápidamente se reconoció que tal conversión implicaría extensas modificaciones en el fuselaje, incluido el reemplazo casi completo del fuselaje delantero y de la unidad de cola. Como una forma de abordar los cambios en el centro de equilibrio al retirar el motor de pistón montado delante, el piloto fue reposicionado en el morro y sentado dentro de una nueva cubierta transparente, lo que requirió una extensión de siete pies en la longitud del avión. Se seleccionó el Turbomeca Palas francés, un motor turborreactor de flujo centrífugo, para propulsar el modelo; para acomodar un par de estos motores dentro del área de la raíz del ala, la misma requirió múltiples modificaciones.
Uno de los impactos positivos que produjo la eliminación de la hélice fue que el avión necesitaba mucha menos distancia libre hasta el suelo, por lo que se instaló un nuevo tren de aterrizaje con patas mucho más cortas para aprovechar esto. La nueva cabina proporcionó a su piloto un nivel atípicamente alto de visibilidad exterior; este atributo se consideró particularmente útil en las carreras competitivas porque permitía al piloto controlar mejor las posiciones de otros aviones de carreras. Para reflejar los amplios cambios que se le habían realizado, el avión fue redesignado como M.77 Sparrowjet .
Durante diciembre de 1950, el Sparrowhawk llegó a las instalaciones de Miles en Redhill para comenzar la conversión; durante 1952, a mitad de camino de la conversión, el avión se trasladó a Shoreham por carretera como resultado de la reubicación de Miles. El 14 de diciembre de 1953, el Sparrowjet completo realizó su vuelo inaugural, siendo pilotado por George Miles; se informó que el mismo fue su primer vuelo en un avión propulsado por reactor. Rápidamente se determinó que la velocidad máxima de la aeronave superaba las 200 mph, aunque también se observó una tasa de aceleración relativamente lenta, un factor que ha sido atribuido a que la potencia de salida del motor Palas era algo modesta de 330 lb por motor (cuando volaba a nivel del mar).

## Historia operacional

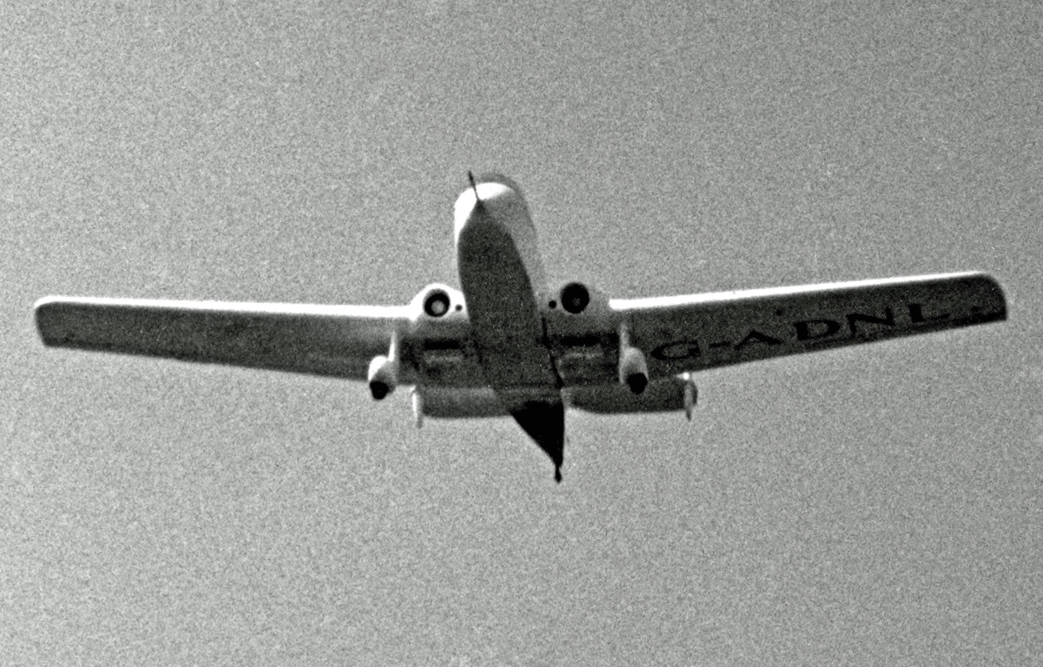
El Miles Sparrowjet compitiendo en una carrera aérea en el Aeropuerto de Leeds (Yeadon) en 1955.

Tras la finalización de los trabajos de modificación para convertirse en el Sparrowjet, el avión fue aceptado por Dunkerley y rápidamente participó en varias carreras aéreas, como el Goodyear Air Challenge Trophy en Shoreham, el 28 de agosto de 1954. Además de las carreras, el Sparrowjet también realizó numerosas exhibiciones aéreas, incluida una en Baginton durante la carrera del Royal Aero Club en julio, donde se le impidió participar en la carrera directamente debido a un fallo en el motor de arranque. Antes del descubrimiento del fallo, se pretendía que la ocasión fuera el debut en carreras del Sparrowjet; esto ocurriría aproximadamente dos meses después, en la Southern Aero Club Invitation Race, que también se llevó a cabo en Shoreham.
El rendimiento del Sparrowjet era tal que, en varias carreras diferentes, el avión logró superar a todos sus competidores. Dunkerley lo pilotaba cuando ganó la SBAC Challenge Cup en Yeadon, West Yorkshire, el 21 de mayo de 1956, habiendo alcanzado, según informes, una velocidad media de 197,5 mph. El 13 de julio de 1957, la Carrera de la Copa del Rey también fue ganada por el Sparrowjet, que alcanzó una velocidad máxima de 228 mph (367 km/h). Esta carrera fue un triunfo particular para Miles, ya que los aviones construidos por la empresa habían logrado el primer, segundo, tercer, cuarto y quinto lugares, una hazaña que nunca había logrado ningún otro fabricante, según el autor de aviación Don Brown.
Durante un tiempo, el Sparrowjet estuvo basado en la principal base de ingeniería de British European Airways (BEA). A principios de la década de 1960, fue transferido a RAF Upton en Wiltshire, Inglaterra. El Sparrowjet estaba almacenado en RAF Upton cuando resultó gravemente dañado por un incendio en un hangar en julio de 1964; en ese momento, sólo estaba parcialmente ensamblado, habiéndose retirado elementos como sus motores. Durante 2004, se informó que los restos del Sparrowjet estaban siendo reconstruidos por un grupo con base en el área de Bristol, que se decía que estaba utilizando componentes desechados de la conversión de 1950/53 para ayudar en los trabajos de restauración. La reconstrucción aún estaba en curso a principios de 2012.
Según el autor de aviación Don Berliner, el Sparrowjet sigue siendo el único avión de carreras propulsado por turborreactor hecho a medida que ha participado en carreras de pilones oficialmente reconocidas.

## Especificaciones (M.77)
Referencia datos: Miles Aircraft since 1925, British Civil Aircraft 1919–1972:Volume III

### Características generales
- Tripulación: Uno (piloto)
- Longitud: 9,4 m (30,8 ft)
- Envergadura: 8,7 m (28,5 ft)
- Altura: 2,2 m (7,2 ft)
- Superficie alar: 14,5 m² (156,1 ft²)
- Peso vacío: 716 kg (1578,1 lb)
- Peso cargado: 1089 kg (2400,2 lb)
- Planta motriz: 2× turborreactor Turbomeca Palas.
  - Empuje normal: 1,5 kN (153 kgf; 337 lbf) de empuje cada uno.
- Alargamiento: 5,2

### Rendimiento
- Velocidad máxima operativa (Vno): 367 km/h (228 MPH; 198 kt)
- Alcance: 435 km (235 nmi; 270 mi)
- Régimen de ascenso: 11 m/s (2165 ft/min) , 2,46 m/s con un motor
- Carga alar: 75 kg/m² (15,4 lb/ft²)

## Aeronaves relacionadas

### Secuencias de designación
- Secuencia M._ (interna de Miles): ← M.71 - M.75 - M.76 - M.77 - M.100 - M.105 - M.115